# Camponotus korthalsiae
Camponotus korthalsiae é uma espécie de inseto do gênero Camponotus, pertencente à família Formicidae.